# 小渡镇
小渡镇，是中华人民共和国重庆市潼南区下辖的一个乡镇级行政单位。

## 行政区划
小渡镇下辖以下地区：
小渡镇社区、园滩村、双桥村、月山村、双屋村、峡石村、大土村、黄坪村、集灵村、代场村、花园村、黄堡村、刘家村、高坝村、皂角村、双坝村和薛沱村。